# Ignacio Rodríguez Iturbe
Ignacio Rodríguez-Iturbe (Maracaibo, Estado de Zulia, 1942) é um hidrólogo venezuelano. Atualmente atua como Distinguished University Professor na Texas A&M University.
Rodríguez-Iturbe lecionou em muitas universidades, incluindo a University of Zulia, MIT, Texas A&M, Princeton University e University of Iowa. Ele também ensinou por 20 anos na Universidade Simón Bolívar.
Ele é membro do Comitê Nacional dos EUA para o Instituto Internacional de Análise de Sistemas Aplicados desde 2004. Em 2008, recebeu um reconhecimento especial do Conselho Cultural Mundial.
Ele se formou na Universidade de Zulia como engenheiro civil e fez pós-graduação na Caltech, obtendo seu doutorado na Colorado State University em 1967.

## Honras
- 1988 - Eleito membro da Academia Nacional de Engenharia em 1988 por inovações na análise, síntese e amostragem de sinais hidrológicos e por liderança inspiradora em pesquisa e educação hidrológica.
- 1998 - Premiado com a Medalha Robert E. Horton
- 2002 - Premiado com o Stockholm Water Prize por seu papel no desenvolvimento da ciência da hidrologia
- 2009 - Premiado com a Medalha William Bowie.
- 2010 - Premiado com o Prêmio de Criatividade do Prêmio Internacional Príncipe Sultão bin Abdulaziz de Água, juntamente com Andrea Rinaldo, pelo desenvolvimento da área de Ecohidrologia.[2]
- 2010 - Eleito membro da Academia Nacional de Ciências dos Estados Unidos.[3]
- 2010 - Nomeado pelo Papa Bento XVI para a Pontifícia Academia das Ciências[4]